# Shamva
Shamva este un oraș din Zimbabwe.